# Jef Jurion
Joseph Armand Jurion, noto come Jef Jurion (Sint-Pieters-Leeuw, 24 febbraio 1937), è un ex calciatore belga, di ruolo centrocampista.

## Carriera

### Calciatore
Jurion giocò a lungo nell'Anderlecht, con cui vinse per dieci volte il campionato belga e per una volta la Coppa di Belgio. Fu nominato Calciatore belga dell'anno nel 1957 e nel 1962. Vestì anche, per alcune stagioni, le casacche di Gent, con cui ottenne una promozione in prima divisione e Lokeren.
Tra il 1955 e il 1967 fu chiamato per 64 volte dalla sua Nazionale e andò in rete in 9 occasioni.

### Allenatore
Nella sua breve carriera da allenatore guidò Beveren e La Louviere. La sua carriera di allenatore si interruppe mentre allenava il La Louviere, dopo il suo tentativo di corruzione di alcuni giocatori avversari del Berchem, venendo squalificato a vita, pena poi ridotta a tre anni.

## Palmarès

### Giocatore

#### Club
- Campionato belga: 10

Anderlecht: 1953/1954, 1954/1955, 1955/1956, 1958/1959, 1961/1962, 1963/1964, 1964/1965, 1965/1966, 1966/1967, 1967/1968
- Coppa del Belgio: 1

Anderlecht: 1964-1965
- Tweede klasse: 1

KAA Gent: 1967-1968

#### Individuale
- Calciatore belga dell'anno: 2

1957, 1962